# متحور كابا
متحور كابا (بالإنجليزية: Kappa variant)‏ واسمه الكامل سارس-كوف-2 متحور كابا (بالإنجليزية: SARS-CoV-2 Kappa variant)‏؛ أحد تحورات فيروس كورونا المرتبط بالمتلازمة التنفسية الحادة الشديدة النوع 2، الفيروس المسبب لمرض فيروس كورونا 2019، وهو أحد المتحورات الثلاثة للتسلسل بي 1.617 أو التسلسل B.1.617 (بالإنجليزية: Lineage B.1.617)‏ إلى جانب كل من متحور دلتا ومتحور B.1.617.3. يُعرف متحور كابا أيضًا برقمه التسلسلي «B.1.617.1». اكتُشف هذا المتحوّر للمرة الأولى في ديسمبر 2020 في الهند. بحلول نهاية مارس 2021، كان المتحور كابا يمثل أكثر من نصف عدد الإصابات المنتشرة من الهند. في 1 أبريل 2021، صُنّفها على أنه تحور قيد التحقيق وأصبح يُسمّى وفقًا لهذا التصنيف «VUI-21APR-01» من قبل هيئة الصحة العامة في إنجلترا. يتميز هذا التحور بثلاث طفرات (أو أربع وفقًا لمركز الأوروبي للوقاية من الأمراض) تساعده على التخفي المناعي وسرعة الانتشار، ويعد ثاني أخطر متحورات كورونا، بعد متحور دلتا.

## اسمه
سُميَّ المتحور «B.1.617.1»، باسم «متحور كابا» بموجب نظام تسمية جديد أقر في 31 مايو 2021 من قبل منظمة الصحة العالمية، التي أطلقت على متحورات كورونا أسماءً مماثلة بالاعتماد على أسماء أحرف الأبجدية اليونانية، وهدفت من ذلك تجنيب البلدان التي تظهر فيها متحورات كورونا لأول مرة مضار نسبة المتحور إليها بعد أن شاعت الأسماء المنسوبة جغرافيًّا في وسائل الإعلام للمتحورات الخمسة الأكثر انتشارًا عالميًّا، والمُصنفة ما بين متحورات قيد المراقبة والتحقيق أو مثيرة للانتباه أو مثيرة للقلق، مثل: المتحور البريطاني، المتحور الجنوب أفريقي، المتحور البرازيلي، المتحور النيويوركي، والمتحور الهندي، وهو ما دفع «وزارة الإلكترونيات والإعلام الهندية» أن تصدر تعميمًا يحظر ويُجرم تداول الاسم، بداعي «مكافحة نشر المعلومات الكاذبة التي تضر بسمعة البلاد». جاء في بيان «منظمة الصحة العالمية» أنها اعتمدت هذا النظام بعد استشارة الخبراء الذين أجمعوا على وضع أسماء جديدة، «تكون أسهل وأكثر عملية لمناقشتها من قبل الجماهير غير العلمية».

## سمته
يتميز «متحور كابا» أو «متحور B.1.617.1» بأنه متحور هجين، يضم ثلاث طفرات رئيسية، هي، «إي 484 كيو» و«إل 452 آر» و«بي 681 آر»:
- الطفرة: «إل 452 آر» (بالإنجليزية: L452R)‏، تساعد الفيروس على الانتشار بسرعة أكبر إضافة إلى ميزة التخفي المناعي.[7][8]
- الطفرة: «إي 484 كيو» (بالإنجليزية: E484Q)‏، وهي طفرة قريبة من الطفرة «إي 484 كي» (بالإنجليزية: E484K)‏ التي رُصدت في التحور الجنوب أفريقي والتحور البرازيلي والتحور النيويوركي، إلّا أن هذه الطفرة تميزت بكونها طفرة مزدوجة، إذ إضافة إلى ميزتها المساعدة لفيروس كورونا على التخفي المناعي أو الهروب من الأجسام المضادة، فهي أيضًا مساعدة له في سرعة الانتشار لأنها تقع داخل مجال ربط مستقبلات البروتين السكري لدخول الخلية، الذي يرتبط بمستقبلات إنزيم محول للأنجيوتنسين 2 في البشر، ما يزيد من قدرة فيروس كورونا على الارتباط بالمستقبل في الخلية المستهدفة.[9][10]
- طفرة «بي 681 آر» (بالإنجليزية: P681R)‏: هذه الطفرة حدثت عند الموضع 681، في تسلسل الحمض النووي للفيروس حيث استبدل الحمض الأميني برولين بالحمض الأميني أرجنين، والذي قد يزيد من معدل العدوى على مستوى الخلية.[9][11]

أضاف المركز الأوروبي للوقاية من الأمراض طفرة رابعة، وصفها بأنها «طفرة مثيرة للاهتمام»، وهي:
- طفرة «دي 614 جي» (بالإنجليزية: D614G)‏: هذه الطفرة حدثت عند الموضع 614، في تسلسل الحمض النووي للفيروس حيث استبدل الحمض الأميني أسبارتيك بالحمض الأميني جلايسين،[13] وهي طفرة لبروتين النتوءات الشوكية الموجودة على سطح الفيروس، التي تساعده على دخول الخلايا، إذ تمنح الفيروس مزيدًا من هذه النتوءات وتجعلها أكثر استقرارًا، وهو ما يُسهل عملية التصاقه بالخلايا واختراقها، ما يؤدي إلى زيادة في معدلات العدوى على مستوى الخلية.[14][15]